# Миколаївська церква (Білоусівка)
Храм Святителя Миколи Чудотворця — старообрядницька церква в селі Білоусівка Сокирянського району, Чернівецької області. Належить до Київської і всієї України єпархії Руської православної старообрядницької церкви.

## Історія
Приміщення для молитви в селі Білоусівка було побудовано старообрядцями в 1819 році. Це була стодола на подвір'ї місцевого жителя Єремії Дякова, в якій старообрядці таємно збиралися для здійснення богослужінь. Спочатку громада була беспопівською через відсутність священиків. У 1930 році до стодоли був влаштований вівтар, а через три роки — притвор з дерев'яною дзвіницею. У 1936 році будинок було обмазано глиною і покрито бляхою. 22 травня 1936 року відбулося освячення храму на честь Миколи Чудотворця. Першим настоятелем цієї церкви став священик Сильвестр Ліньков.

## Архітектура
Церква побудована з обмазаного глиною дерева на кам'яному фундаменті. Має в плані прямокутник. Церква складається з вівтарної апсиди, нави і притвору з надбудованою дзвіницею. Зсередини стіни храму розписані маслом.